# 사라이키어

사라이키어(سرائیکی)는 인도아리아어군에 속한 서부 펀자브어의 남부 방언이다. 사용 인구는 20,000,000명(2013년 기준)에 달한다. 파키스탄 펀자브 주 남부와 카이베르파크툰크와 주 남부, 신드 주 북부, 발루치스탄 주 동부에서 널리 쓰이며 인도와 아프가니스탄에서도 쓰인다.
내파음이 4종류([ɓ], [ᶑ], [ʄ], [ɠ])가 있다.